# هوكي الميدان

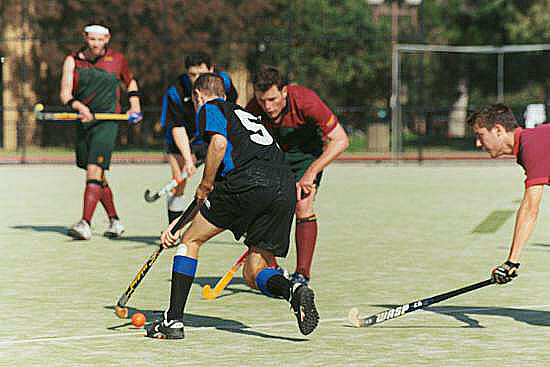
مباراة هوكي

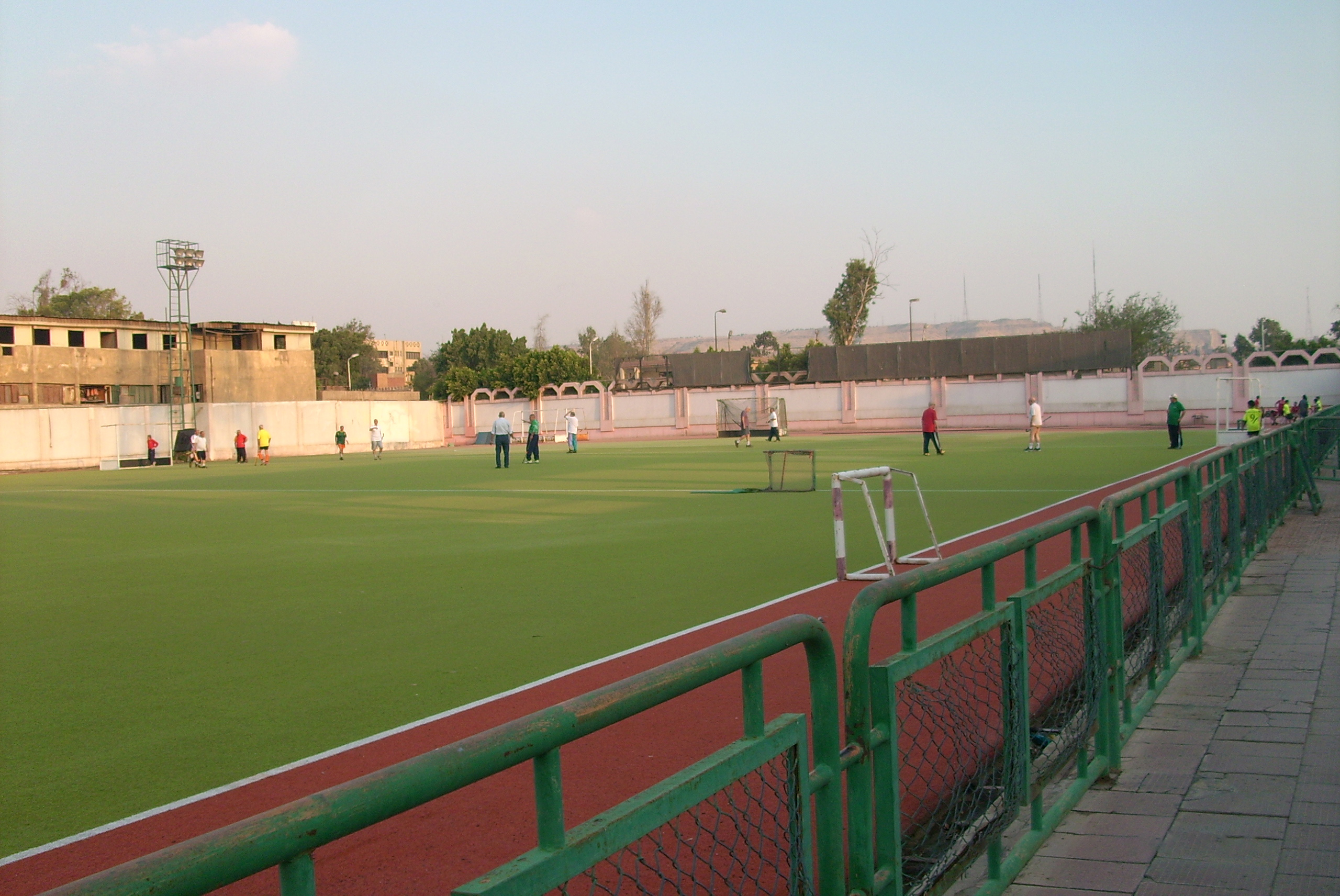
ملعب هوكي الميدان في مصر

هوكي الميدان أو هوكي العشب هي رياضة جماعية تمارس على نطاق واسع تنتمي لعائلة الهوكي. يمكن لعب اللعبة على العشب أو العشب المائي أو العشب الصناعي أو الحقل الصناعي، بالإضافة إلى سطح داخلي مغطى. يلعب كل فريق بعشرة لاعبين ميدانيين وحارس مرمى. يستخدم اللاعبون العصي المصنوعة من الخشب أو ألياف الكربون أو الألياف الزجاجية أو مزيجًا من ألياف الكربون والألياف الزجاجية بكميات مختلفة لضرب كرة هوكي مستديرة صلبة بلاستيكية. يعتمد طول عصا الهوكي على الارتفاع الفردي للاعب: عادةً ما يأتي الجزء العلوي من العصا إلى ورك اللاعبين، وعادةً ما يكون للاعبين الأطول عصي أطول. للعصي جانب دائري وجانب مسطح، ولا يُسمح باستخدام سوى الوجه المسطح للعصا. استخدام الجانب الآخر يؤدي إلى خطأ. غالبًا ما يكون لحراس المرمى تصميم مختلف للعصا، على الرغم من أنه يمكنهم أيضًا استخدام عصا هوكي الميدان العادية. تحتوي عصي حراس المرمى المحددة على منحنى آخر في نهاية العصا، وهو منحها مساحة أكبر لصد الكرة. يتكونا الزي من واقي قصبة الساق والأحذية، والسراويل أو تنورة، واقي الفم وقميص رياضي.
تُلعب اللعبة عالميًا، لا سيما في أجزاء من أوروبا الغربية، وجنوب آسيا، وجنوب إفريقيا، وأستراليا، ونيوزيلندا، والأرجنتين، وأجزاء من الولايات المتحدة الأمريكية، ولا سيما نيو إنجلاند وولايات وسط المحيط الأطلسي.
يُعرف مصطلح «هوكي الميدان»، المعروف ببساطة باسم «الهوكي» في معظم المناطق، بشكل أساسي في كندا والولايات المتحدة حيث يكون هوكي الجليد أكثر شيوعًا. في السويد، يُستخدم مصطلح الهوكي الأرضي وإلى حد ما في النرويج، حيث تحكم اللعبة جمعية Norges Bandyforbund .
أثناء اللعب، يكون حراس المرمى هم اللاعبون الوحيدون المسموح لهم بلمس الكرة بأي جزء من أجسامهم، بينما يمكن للاعبين الميدانيين فقط لعب الكرة بالجانب المسطح من العصا. تعتبر يد اللاعب جزءًا من العصا إذا كانت ممسكة بالعصا. إذا تم لمس الكرة بالجزء الدائري من العصا، فيتم احتساب ركلة جزاء. لا يستطيع حراس المرمى أيضًا لعب الكرة بظهر العصا.
يفوز الفريق الذي يسجل أكبر عدد من الأهداف بنهاية المباراة. إذا كانت النتيجة متعادلة في نهاية اللعبة، فإما أن يتم الإعلان عن التعادل أو تدخل اللعبة في الوقت الإضافي، أو هناك ركلات الترجيح، اعتمادًا على شكل المسابقة. هناك العديد من الاختلافات في اللعب الإضافي التي تعتمد على قواعد الدوري أو البطولة. في اللعب الجامعي الأمريكي، تتكون فترة اللعب الإضافي بسبعة أشواط من فترة هدف ذهبية مدتها 10 دقائق مع سبعة لاعبين لكل فريق. في حالة استمرار التعادل، تدخل اللعبة في منافسة فردية حيث يختار كل فريق خمسة لاعبين للمراوغة من خط 25 ياردة (23 مترًا) إلى الدائرة ضد حارس المرمى المنافس. أمام اللاعب ثماني ثوان للتسجيل في شباك حارس المرمى مع إبقاء الكرة في الحدود. تنتهي اللعبة بعد تسجيل هدف أو خروج الكرة عن الحدود أو ارتكاب خطأ (تنتهي إما بضربة جزاء أو نفض الغبار أو بنهاية المباراة واحد لواحد) أو انتهاء الوقت. إذا استمر التعادل، يتم لعب المزيد من الجولات حتى يسجيل فريق واحد.
الهيئة الحاكمة لهوكي الميدان هي الاتحاد الدولي للهوكي (FIH) ، المسمى Fédération Internationale de Hockey بالفرنسية، حيث يتم تمثيل الرجال والنساء دوليًا في المسابقات بما في ذلك الألعاب الأولمبية وكأس العالم ودوري العالم وكأس الأبطال وكأس العالم للناشئين، مع وجود العديد من الدول التي تدير مسابقات واسعة النطاق للناشئين والكبار والماجستير. الاتحاد الدولي لكرة القدم (FIH) مسؤول أيضًا عن تنظيم لوحة قواعد لعبة الهوكي وتطوير قواعد اللعبة.
من الأشكال الشائعة للهوكي الميداني الهوكي الداخلي، والذي يختلف في عدد من النواحي بينما يجسد المبادئ الأساسية للهوكي. الهوكي الداخلي هو نوع من 5 لاعبين، باستخدام حقل تم تقليصه إلى 40 by 20 متر (131 قدم × 66 قدم) تقريبًا. على الرغم من أن العديد من القواعد لا تزال كما هي، بما في ذلك العرقلة والقدم، إلا أن هناك العديد من الاختلافات الرئيسية: لا يجوز للاعبين رفع الكرة ما لم يسددوا على المرمى، ولا يجوز للاعبين ضرب الكرة، وبدلاً من ذلك، يتم استخدام الدفع لنقلها، ويتم استبدال الخطوط الجانبية بحواجز صلبة، ترتد منها الكرة وتبقى في اللعب. بالإضافة إلى ذلك، تتطلب إرشادات التنظيم الخاصة بعصا الهوكي في الأماكن المغلقة عصا أرق وأخف قليلاً من عصا الهوكي الخارجية.

## التاريخ

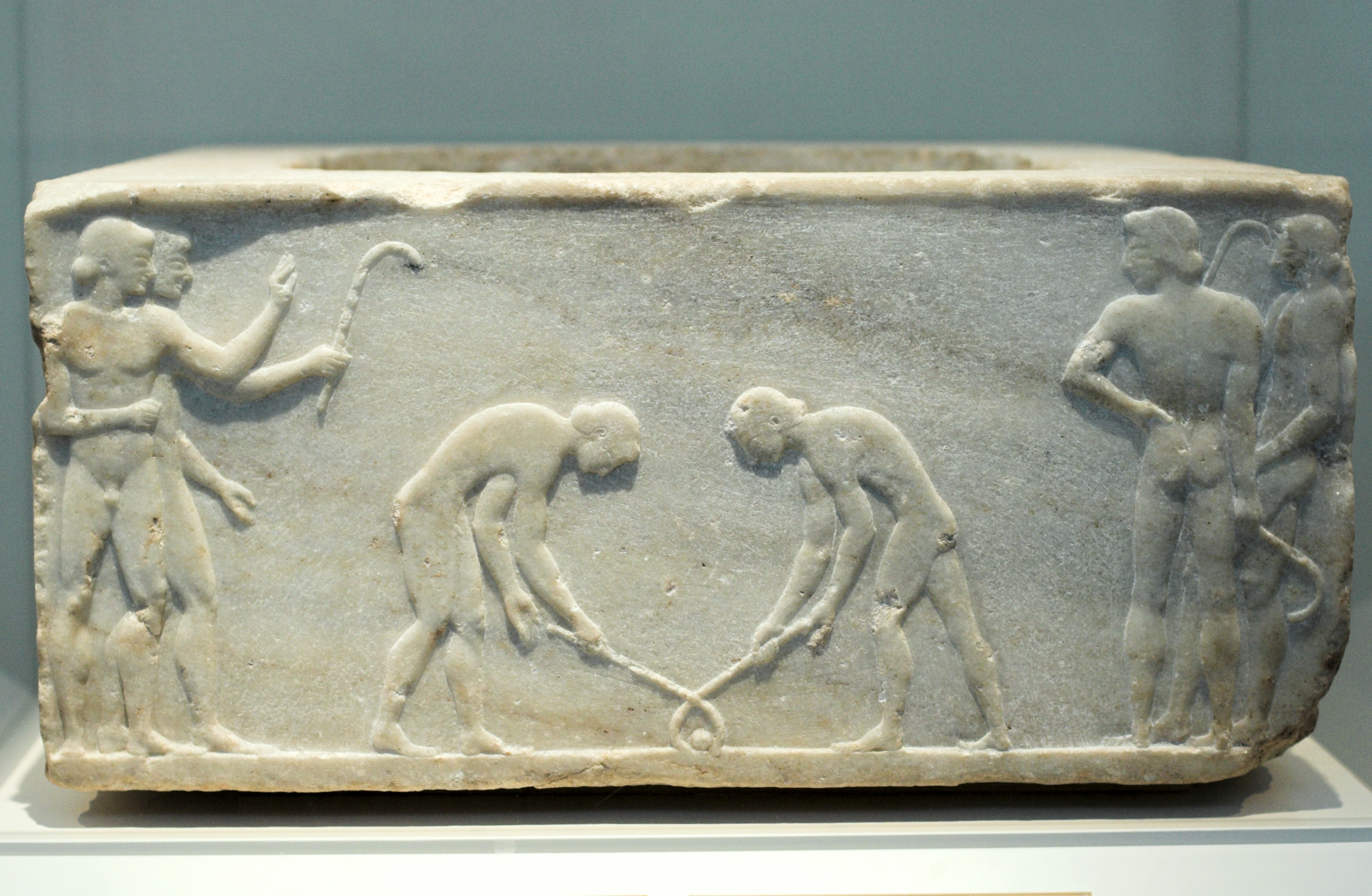
نقش عام 510 قبل الميلاد يصور اللاعبين اليونانيين القدامى من kerētízein ، وهو شكل قديم من الهوكي أو البلياردو الأرضي؛ في المتحف الأثري الوطني ، أثينا

هناك تصوير للعبة تشبه لعبة الهوكي في اليونان القديمة، يعود تاريخها إلى ج. 510 قبل الميلاد، كانت تسمى Κερητίζειν (kerētízein) لأنها لعبت بقرن (κέρας ، kéras ، في اليونانية القديمة) وكرة. يختلف الباحثون حول كيفية تفسير هذه الصورة. قد يكون نشاطًا جماعيًا أو نشاطًا فرديًا (يُظهر التصوير لاعبين نشطين، وشخصيات أخرى قد تكون زملاء في الفريق ينتظرون مواجهة، أو غير لاعبين ينتظرون دورهم في اللعب). يعتقد مؤرخا البلياردو شتاين وروبينو أنها كانت من بين الألعاب الموروثة عن ألعاب الحديقة والميدان مثل الهوكي والبلياردو الأرضي، وتظهر صور شبه متطابقة (ولكن مع شخصيتين فقط) في مقبرة بني حسن للمسؤول المصري القديم ختي من الأسرة الحادية عشرة (ج. 2000 قبل الميلاد)، وفي المخطوطات الأوروبية المزخرفة وغيرها من الأعمال في القرنين الرابع عشر والسابع عشر، والتي تُظهر الحياة المعاصرة في البلاط والكتاب. في شرق آسيا، تم ذكر لعبة مماثلة باستخدام عصا خشبية منحوتة وكرة قبل 300 قبل الميلاد. في منغوليا الداخلية، والصين، كان شعب الداور Daur يلعبون لعبة beikou ، والتي لديها بعض أوجه التشابه مع لعبة الهوكي. تم لعب نوع مماثل من هوكي الميدان أو البلياردو الأرضي، يسمى suigan ، في الصين خلال عهد أسرة مينج (1368–1644، في فترة ما بعد سلالة يوان بقيادة المغول). تم لعب لعبة شبيهة بلعبة هوكي الميدان في القرن السابع عشر في ولاية البنجاب في الهند تحت اسم خيدو خوندي (يشير khido إلى كرة الصوف، و khundi إلى العصا). في أمريكا الجنوبية، وتحديداً في تشيلي، اعتاد السكان المحليون في القرن السادس عشر ممارسة لعبة تسمى تشويكا، والتي تشترك أيضًا في العناصر المشتركة مع لعبة الهوكي.
في شمال أوروبا، ألعاب القذف (أيرلندا) وكناتلايكر (أيسلندا)، كلاهما من ألعاب الكرة بفريقين تتضمن العصي لدفع الكرة نحو مرمى الخصم، يعود تاريخهما على الأقل إلى العصور الوسطى المبكرة. بحلول القرن الثاني عشر، كانت لعبة كرة la soule أو choule على غرار نسخة فوضوية وأحيانًا طويلة المسافة من الهوكي أو كرة الرجبي (اعتمادًا على ما إذا كانت العصي تستخدم في متغير محلي معين)، كانت تُلعب بانتظام في فرنسا وجنوب بريطانيا بين القرى أو الأبرشيات. خلال العصور الوسطى وحتى العصر الحديث المبكر، غالبًا ما تضمنت هذه الألعاب رجال الدين المحليين أو الأرستقراطيين العلمانيين، وفي بعض الفترات كانت مقتصرة عليهم من خلال مختلف المراسيم المناهضة للألعاب، أو حتى تم حظرها تمامًا. شتاين وروبينو وباحثون اخرون تتبعوا جوانب من هذه الألعاب على حد سواء وربطوها بطقوس في العصور القديمة التي تنطوي على الأجرام السماوية والصولجانات (على الجانب الأرستقراطية ورجال الدين)، والتدريبات العسكرية القديمة (على الجانب الشعبي)؛ ابتكر الفرس القدامى لعبة البولو (هي لعبة الهوكي على ظهور الخيل بشكل أساسي) لتدريب الفرسان، بناءً على لعبة الهوكي البدائية المحلية في المنطقة.
كلمة الهوكي نفسها ليس لها أصل واضح. أحد المعتقدات هو أنه تم تسجيله في عام 1363 عندما أصدر إدوارد الثالث ملك إنجلترا إعلانًا: «علاوة على ذلك، فإننا نمر بأنك تحظر تحت طائلة عقوبة السجن كل ما عدا رمي الحجارة والخشب والحديد، وكرة اليد وكرة القدم والهوكي مصارعة الديوك أو ألعاب أخرى خاملة». يعتمد هذا الاعتقاد على الترجمات الحديثة للإعلان، والتي كانت في الأصل باللغة اللاتينية ونهى صراحةً تلك الألعاب. المؤرخ الإنجليزي وكاتب السيرة الذاتية جون ستريب لم يستخدم كلمة «الهوكي» عندما ترجم الإعلان عام 1720، وبقيت كلمة «الهوكي» مجهولة الأصل.
نمت اللعبة الحديثة من المدارس الحكومية الإنجليزية في أوائل القرن التاسع عشر. كان النادي الأول في عام 1849 في بلاكهيث في جنوب شرق لندن، لكن القواعد الحديثة نشأت من نسخة تلعبها أندية ميدلسكس للكريكيت للعبة الشتاء. تأسست جمعية الهوكي عام 1886. أقيمت أول مسابقة دولية في عام 1895 (أيرلندا 3، ويلز 0)، وتأسس مجلس القواعد الدولية في عام 1900.

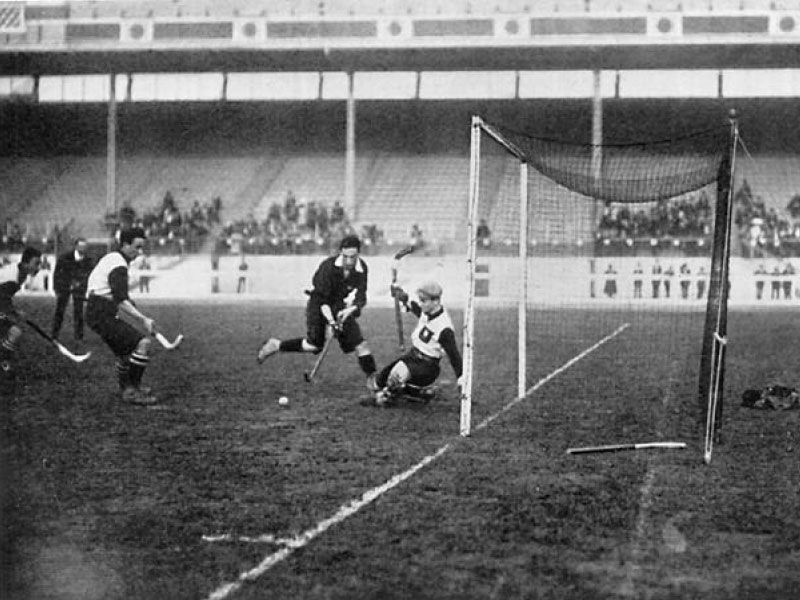
لعبة هوكي تُلعب بين ألمانيا واسكتلندا في أولمبياد لندن 1908

تم لعب الهوكي في الألعاب الأولمبية الصيفية في عامي 1908 و 1920. تم إسقاطها في عام 1924، مما أدى إلى تأسيس الاتحاد الدولي للهوكي سور غازون (FIH) كهيئة حاكمة دولية من قبل سبع دول أوروبية قارية؛ وأعيد الهوكي كلعبة أولمبية في عام 1928. تم توحيد هوكي الرجال تحت الاتحاد الدولي لكرة القدم عام 1970.
أقدم لقبين هما كأس إيرلندا الكبار، الذي يعود تاريخه إلى عام 1894، وكأس إيرلندا للناشئين، وهي منافسة ثاني عشر فقط.  في عام 1895.
في الهند، بدأت بطولة كأس بييتون وبطولة الآغا خان في غضون عشر سنوات.  بدخولها دورة الألعاب الأولمبية عام 1928، فازت الهند بجميع المباريات الخمس دون أن تهتز شباكها أي هدف، وفازت في الفترة من 1932 حتى 1956 ثم في عامي 1964 و 1980. وفازت باكستان في أعوام 1960 و 1968 و 1984.

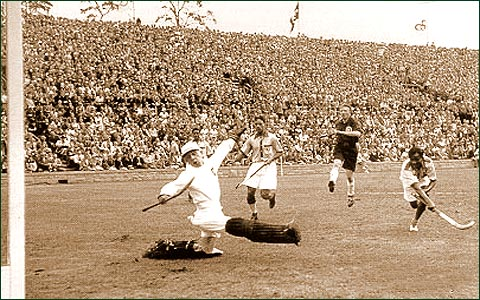
فاز اللاعب الهندي ديان تشاند بالميداليات الذهبية الأولمبية لفريقه في أعوام 1928 و 1932 و 1936. صورة تظهره وهو يسجل هدفا ضد ألمانيا في نهائي الهوكي الأولمبي عام 1936.

في أوائل السبعينيات، بدأ استخدام العشب الصناعي. غيرت الملاعب الاصطناعية معظم جوانب لعبة الهوكي، واكسبتها السرعة. تم تطوير تكتيكات وتقنيات جديدة مثل المراوغة الهندية، متبوعة بقواعد جديدة يجب مراعاتها. أدى التحول في الأسطح الاصطناعية إلى إنهاء الهيمنة الهندية والباكستانية لأن العشب الصناعي كان باهظ الثمن في البلدان النامية. منذ السبعينيات، سيطرت أستراليا وهولندا وألمانيا على الألعاب الأولمبية وكأس العالم.
تم لعب هوكي الميدان للسيدات لأول مرة في الجامعات والمدارس البريطانية. تأسس النادي الأول، Molesey Ladies ، في عام 1887. كان أول اتحاد وطني هو اتحاد الهوكي الأيرلندي للسيدات في عام 1894، وعلى الرغم من رفض جمعية الهوكي للهوكي النسوي، نمت لعبة هوكي الميدان للسيدات بسرعة في جميع أنحاء العالم. أدى ذلك إلى تأسيس الاتحاد الدولي للهوكي النسائي (IFWHA) في عام 1927، على الرغم من أن هذا لم يشمل العديد من الدول الأوروبية القارية حيث لعبت النساء كأقسام لاتحادات الرجال وكانت منتسبة إلى الاتحاد الدولي لكرة القدم. يعقد الاتحاد مؤتمرات كل ثلاث سنوات، وكانت البطولات المرتبطة بها هي المسابقات الأساسية للاتحاد. كانت هذه البطولات غير تنافسية حتى عام 1975.
بحلول أوائل السبعينيات، كان هناك 22 جمعية مع أقسام نسائية في FIH و 36 جمعية في IFWHA. بدأت المناقشات حول كتاب القواعد المشتركة. قدم الاتحاد الدولي للهوكي بطولات تنافسية في عام 1974، مما أجبر الاتحاد الدولي للهوكي النسائي على قبول مبدأ هوكي الميدان التنافسي في عام 1973. استغرق الأمر حتى عام 1982 للاندماج بين الهيئتين، لكن هذا سمح بإدخال لعبة هوكي الميدانة للسيدات إلى الألعاب الأولمبية منذ عام 1980واستمرت سيطرة هولندا وألمانيا وأستراليا، كما هو الحال في لعبة الرجال. برزت الأرجنتين كفريق يحسب له حساب منذ عام 2000، حيث فازت ببطولة العالم عامي 2002 و 2010 وميداليات في آخر ثلاث دورات أولمبية.
في الولايات المتحدة، تلعب الهوكي في الغالب من قبل الإناث. ومع ذلك، خارج أمريكا الشمالية، أصبحت المشاركة الآن متوازنة إلى حد ما بين الرجال والنساء. على سبيل المثال، في إنجلترا، تفيد تقارير هوكي إنجلترا أنه اعتبارًا من موسم 2008-09 كان هناك 2488 فريقًا مسجلاً للرجال و 1969 فريقًا نسائيًا و 1042 فريقًا للأولاد و 966 فريقًا للفتيات و 274 فريقًا مختلطًا. في عام 2006، أفادت جمعية الهوكي الأيرلندية أن تقسيم الجنس بين لاعبيها كان حوالي 65٪ إناث و 35٪ ذكور. في تعداد عام 2008، أفاد الاتحاد الأسترالي عن 40534 لاعبًا من الذكور و 41542 أنثى. ومع ذلك، في الولايات المتحدة الأمريكية، هناك عدد قليل من نوادي هوكي الميدان، ومعظمها تابع للمدارس الثانوية أو الكليات، وتتألف بالكامل تقريبًا من النساء. تعكس قوة لعبة هوكي الميدانة بالكلية تأثير القانون التاسع الذي يفرض على الكليات أن تمول برامج ألعاب الرجال والنساء بشكل مماثل.
إن جذور اللعبة في مدرسة البنات الإنجليزية العامة تعني أن اللعبة مرتبطة في المملكة المتحدة بالنساء النشيطات أو المتفوقات من الطبقة المتوسطة والطبقة العليا. على سبيل المثال، في رواية تسعة عشر أربعة وثمانون ، لجورج أورويل، كانت الشخصية الرئيسية ونستون سميث يكره في البداية جوليا، المرأة التي أحبها لاحقا، بسبب «جو هوكي حقول والحمامات الباردة وارتفاع المجتمع والنظافة العامة التي تحملها معها».
لعبة هوكي الميدانة حاضرة أيضًا في الولايات المتحدة. كثير من المدارس الثانوية والكليات في الولايات المتحدة توفر الرياضة . تم لعبها في الغالب على الساحل الشرقي، وتحديداً وسط المحيط الأطلسي في ولايات مثل نيو جيرسي ونيويورك وبنسلفانيا وماريلاند وفيرجينيا. وفي السنوات الأخيرة[متى؟] أصبحت موجودة بشكل متزايد على الساحل الغربي وفي الغرب الأوسط.

## ميدان اللعب

رسم تخطيطي لملعب الهوكي

تم إصلاح معظم أبعاد مجال الهوكي في الأصل باستخدام أعداد كاملة من القياسات الإمبراطورية. ومع ذلك، فإن القياسات المترية هي الآن الأبعاد الرسمية على النحو المنصوص عليه من قبل الاتحاد الدولي للهوكي (FIH) في «قواعد الهوكي». الملعب 91.4 by 55 متر (100.0 يارد × 60.1 يارد) حقل مستطيل. في كل نهاية هو هدف 2.14 متر (7 قدم) ارتفاع و 3.66 متر (12 قدم) ، وكذلك خطوط عبر الحقل 22.90 متر (25 يارد) من كل خط نهاية (يشار إليه عمومًا بخطوط 23 مترًا أو خطوط 25 ياردة) وفي وسط الحقل. بقعة 0.15 متر (6 بوصة) في القطر، يسمى نقطة الجزاء أو علامة الضربة، ويوضع مع مركزه 6.40 متر (7 يارد) من مركز كل هدف. دائرة الرماية 16 يارد (15 م) من خط الأساس.
تتكون أهداف هوكي الميدانة من قائمتين منتصبتين، متصلتين في الأعلى بواسطة عارضة أفقية، مع وضع شبكة لالتقاط الكرة عند مرورها من خلال قائمتي المرمى. يجب أن تكون قوائم المرمى والعارضة بيضاء ومستطيلة الشكل، ويجب أن تكون 2 بوصة (51 مـم) وعرض 2–3 بوصة (51–76 مـم) عمق. تشمل أهداف هوكي الميدانة أيضًا الألواح الجانبية واللوحة الخلفية، والتي تبلغ 50 سـم (20 بوصة) من الأرض. تعمل اللوحة الخلفية على 3.66 م (12.0 قدم) بالكامل عرض المرمى، بينما الألواح الجانبية 1.2 م (3 قدم 11 بوصة) عميق.

### سطح اللعب
تاريخيا، تطورت اللعبة على العشب الطبيعي. في أوائل السبعينيات، بدأ استخدام حقول «العشب الصناعي» للهوكي، حيث أقيمت الألعاب الأولمبية الأولى على هذا السطح في مونتريال عام 1976 . الملاعب الاصطناعية هي الآن إلزامية لجميع البطولات الدولية ومعظم المسابقات الوطنية. بينما لا تزال لعبة الهوكي تلعب في الحقول العشبية التقليدية في بعض المستويات المحلية والأقسام الوطنية الأقل، فقد تم استبدالها بأسطح اصطناعية في كل مكان تقريبًا في العالم الغربي. هناك ثلاثة أنواع رئيسية من سطح الهوكي الاصطناعي:  
- ألياف صناعية غير مملوءة أو مائية - ألياف صناعية معبأة بكثافة من أجل التثبيت، تتطلب الري لتجنب تآكل الملعب
- معشوشبة أو مغطاة بالرمال - يمكن أن تكون الألياف الاصطناعية أقل كثافة كما أن الرمل يدعم الألياف لجزء من عمق الوبر
- مملوءة أو مملوءة بالرمال - يمكن أن تكون الألياف الصناعية أطول وأقل كثافة كما أن الرمل يدعم الألياف بنسبة 100٪ من عمق الوبر

منذ سبعينيات القرن الماضي، تم تفضيل الملاعب القائمة على الرمال لأنها تسرع اللعبة بشكل كبير. ومع ذلك، حدثت زيادة هائلة في السنوات الأخيرة في عدد العشب الصناعي «القائم على الماء». تتيح العشب الصناعي الذي يعتمد على الماء نقل الكرة بسرعة أكبر من نقلها على الأسطح الرملية. هذه الخاصية هي التي جعلتهم السطح المفضل لمسابقات الدوري الدولية والوطنية. تعتبر الأسطح المائية أقل كشطًا من الأسطح ذات الأساس الرمل وتقلل من مستوى إصابة اللاعبين عند ملامستهم للسطح. FIH هي الآن[متى؟] اقتراح أن الأسطح الجديدة التي يتم وضعها يجب أن تكون من مجموعة هجينة تتطلب سقاية أقل. ويرجع ذلك إلى الآثار البيئية السلبية للاحتياجات المائية المرتفعة للحقول الاصطناعية القائمة على الماء. وقد ذكر أيضًا أن قرار جعل الأسطح الاصطناعية إلزاميًا كان لصالح الدول الأكثر ثراءً التي يمكنها تحمل تكلفة هذه الملاعب الجديدة.

## القواعد واللعب
تُلعب المباراة بين فريقين من أحد عشرلاعب، 10 لاعبين ميدانيين وحارس مرمى واحد، يُسمح لهم بالتواجد على أرض الملعب في أي وقت. يمكن استبدال اللاعبين المتبقين في أي مجموعة. هناك عدد غير محدود من المرات التي يمكن فيها للاعب الدخول والخروج. يُسمح بالتبديلات في أي وقت من المباراة، باستثناء ما بين الجائزة ونهاية ركلة الجزاء ؛ استثناءان لهذه القاعدة هما إصابة حارس المرمى المدافع أو توقيفه، وهو أمر غير مسموح به عند اللعب بحراسة أرضية، أو يمكن للاعب الخروج من الملعب، ولكن يجب عليك الانتظار حتى يلمس اللاعب الكرة لإعادة شخص ما إلى الداخل. .
يُسمح للاعبين بلعب الكرة بالمسطح من «جانب الوجه» ومع حواف الرأس ومقبض عصا هوكي الميدان باستثناء أنه، لأسباب تتعلق بالسلامة ، لا يجوز ضرب الكرة «بقوة» ضربة حافة أمامية ، بسبب صعوبة التحكم في ارتفاع واتجاه الكرة من تلك الضربة.
دائمًا ما يكون الجانب المسطح على الجانب «الطبيعي» بالنسبة للشخص الذي يستخدم يده اليمنى ، فهو يقوم بتأرجح العصا على الكرة من اليمين إلى اليسار. العصي اليسرى نادرة ولكنها متوفرة ؛ لكنها لا طائل من ورائها لأن القواعد تمنع استخدامها في اللعبة. للقيام بضربة على الكرة بتأرجح من اليسار إلى اليمين ، يجب على اللاعب أن يقدم السطح المسطح «لوجه» العصا على الكرة عن طريق «عكس» رأس العصا ، أي بتدوير المقبض خلال 180 درجة تقريبًا (في حين أن الضربة العكسية للحافة ستدير رأس العصا خلال 90 درجة تقريبًا من موضع ضربة أمامية مستقيمة مع «وجه» رأس العصا).
خضع ضرب حافة الكرة لـ «فترة تجريبية» لمدة عامين ، وهي ضعف المدة المعتادة لـ «فترة تجريبية» ولا تزال مسألة مثيرة للجدل داخل اللعبة. كان ريك تشارلزوورث ، المدرب الأسترالي السابق ، من أشد المنتقدين للاستخدام غير المقيد لضرب الحافة العكسية. تم حظر الضربة الأمامية «القوية» بعد الإعراب عن مخاوف مماثلة بشأن قدرة اللاعبين على توجيه الكرة بدقة ، لكن الضربة الخلفية تبدو أكثر قابلية للتنبؤ والتحكم بها من نظيرتها. يشار إلى هذا النوع من الضربات الآن باسم «التمشيط الأمامي» حيث يتم ضرب الكرة بالجانب المسطح أو الجانب «الطبيعي» من العصا وليس بالحافة المستديرة.
تشمل القواعد الأخرى ؛ لا يوجد اتصال بالقدم للكرة ، ولا استخدام للأيدي ، ولا يعيق لاعبين آخرين ، ولا يوجد تأرجح خلفي مرتفع ، ولا قرصنة ، ولا طرف ثالث. إذا قام لاعب بمراوغة الكرة وفقد السيطرة وركل الكرة أو تدخل لاعب آخر ، فلا يُسمح للاعب بالحصول على السيطرة ومواصلة المراوغة. لا تسمح القواعد للشخص الذي ركل الكرة بالاستفادة من الركلة ، لذلك سيتم تمرير الكرة تلقائيًا إلى الفريق المنافس. على العكس من ذلك ، إذا لم يتم الحصول على ميزة من ركل الكرة ، فيجب أن يستمر اللعب. لا يجوز للاعبين إعاقة فرصة الآخرين لضرب الكرة بأي شكل من الأشكال. لا تدافع / استخدام جسمك / عصا لمنع التقدم في الفريق الآخر. عقوبة هذا هو أن الفريق المنافس يتلقى الكرة وإذا استمرت المشكلة ، يمكن أن يتم طرد اللاعب. أثناء قيام اللاعب بضربة حرة أو بدء زاوية ، لا يمكن أن يكون التأرجح الخلفي لضربته مرتفعًا جدًا ، لذلك يعتبر هذا أمرًا خطيرًا. أخيرًا ، قد لا يكون هناك ثلاثة لاعبين يلمسون الكرة في وقت واحد. يمكن للاعبين من الفريقين المتعارضين القتال على الكرة ، ولكن إذا تدخل لاعب آخر فيعتبر ذلك طرفًا ثالثًا وتنتقل الكرة تلقائيًا إلى الفريق الذي كان لديه لاعب واحد فقط مشارك في الطرف الثالث.

### اللعبة
تتكون المباراة عادة من فترتين كل منهما 35 دقيقة وفترة الاستراحة بين الشوطين من 5 دقائق. قد يتم الاتفاق على فترات وفترات أخرى من قبل الفريقين باستثناء ما هو محدد في اللوائح الخاصة بمسابقات معينة. منذ عام 2014، يوجد في بعض الألعاب الدولية أربعة أرباع مدة كل منها 15 دقيقة مع استراحة دقيقتين بين كل ربع و 15 دقيقة بين الربع الثاني والثالث. في ألعاب الكومنولث 2018 التي أقيمت في جولد كوست في بريسبان بأستراليا ، استغرقت ألعاب الهوكي للرجال والنساء أربعة أرباع مدة كل منها 15 دقيقة.
في كانون الأول (ديسمبر) 2018، أعلن الاتحاد الدولي للهوكي عن تغييرات في القواعد من شأنها أن تجعل الربع مدته 15 دقيقة عالمية اعتبارًا من يناير 2019. أكد فريق إنجلترا للهوكي أنه على الرغم من عدم إجراء أي تغييرات على اللعبة المحلية في منتصف الموسم ، سيتم تطبيق القواعد الجديدة في بداية موسم 2019-20. ومع ذلك ، في يوليو 2019، أعلن نادي إنجلترا للهوكي أنه سيتم تنفيذ 17.5 دقيقة في كل ربع في مباريات النخبة للأندية المحلية فقط.
تبدأ اللعبة بتمريرة للخلف من قلب الهجوم عادةً إلى منتصف الوسط إلى الخلف من خط المنتصف ، ولا يمكن للفريق المنافس محاولة عرقلة هذه العملية حتى يتم دفع الكرة للخلف. يتكون الفريق من أحد عشر لاعباً ، وعادة ما يتم إعداد اللاعبين على النحو التالي: حارس المرمى ، الظهير الأيسر ، الظهير الأيمن ، 3 لاعبي نصف الظهير و 4 مهاجمين يتألفون من الجناح الأيسر والجناح الأيسر والداخل الأيمن والجناح الأيمن.  هذه المواقف يمكن أن تتغير وتتكيف خلال مجرى المباراة اعتمادًا على أسلوب الهجوم والدفاع للخصم.

### المناصب

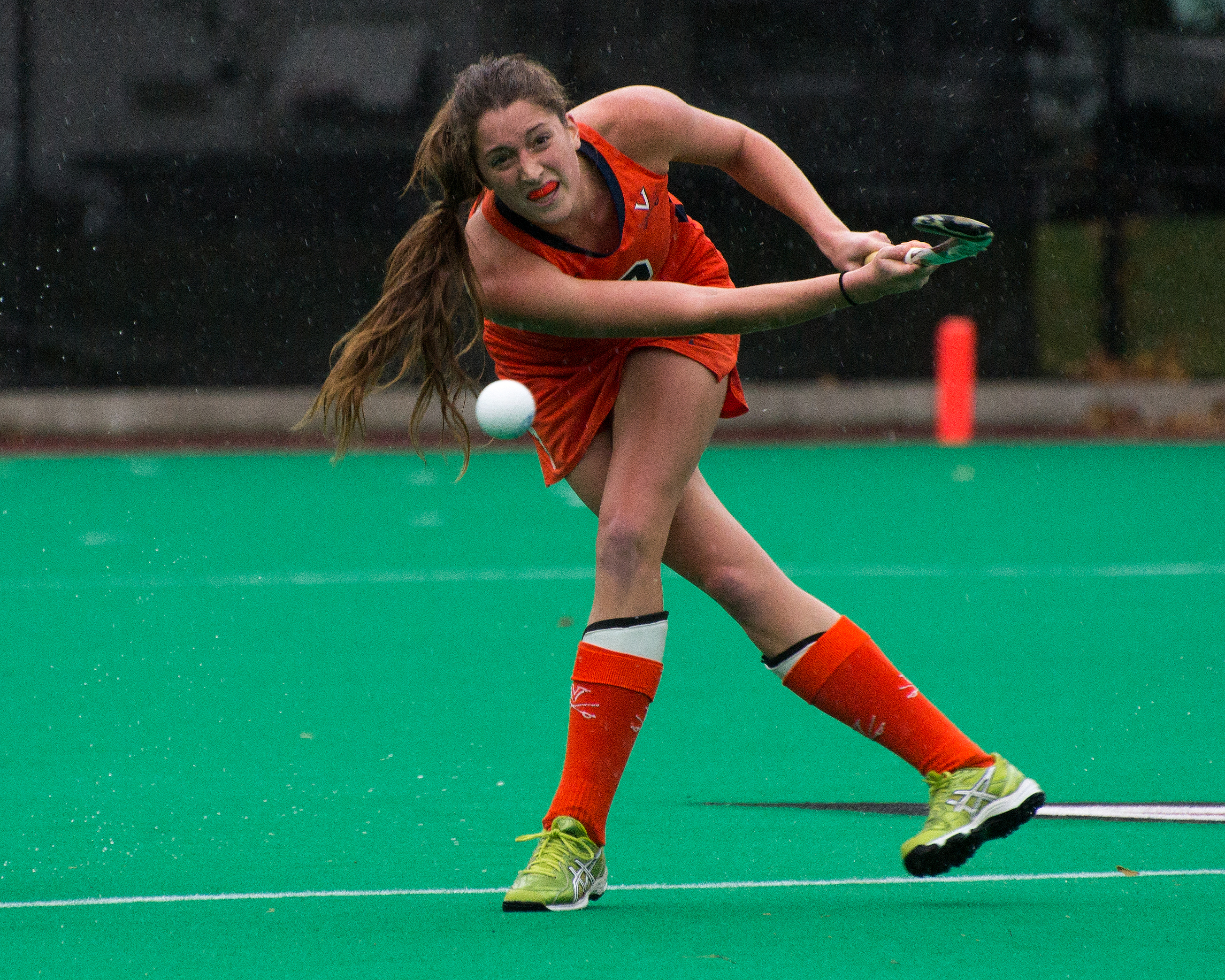
لاعبة ميدان فيرجينيا كافالييرز تمرر الكرة

عند مناقشة مواقف الهوكي ، تكون مفاهيم السيولة شائعة جدًا. يمكن إشراك كل فريق بحد أقصى 11 لاعبًا وسيرتبون أنفسهم عادةً في مهاجمين ولاعبي خط وسط ولاعبين دفاعيين (ظهير) مع انتقال اللاعبين بشكل متكرر بين هذه الخطوط مع تدفق اللعب. قد يلعب كل فريق أيضًا مع:
* حارس المرمى الذي يرتدي قميصًا بلون مختلفًا ومعدات حماية كاملة تشتمل على الأقل على أغطية للرأس وواقيات الأرجل وضربات الركل ؛ يشار إلى هذا اللاعب في القواعد باسم حارس المرمى ؛ أو
* اللاعبون الميدانيون فقط ؛ لا يوجد لاعب لديه امتيازات حراسة المرمى أو يرتدي قميصًا بلون مختلف ؛ لا يجوز لأي لاعب ارتداء غطاء الرأس الواقي باستثناء قناع الوجه عند الدفاع عن زاوية جزاء أو ضربة. 

#### تشكيلات
نظرًا لأن لعبة الهوكي تتمتع بأسلوب ديناميكي للغاية في اللعب ، فمن الصعب تبسيط المواقف إلى التشكيلات الثابتة الشائعة في كرة القدم. على الرغم من أن المراكز عادةً ما يتم تصنيفها على أنها إما مدافع أو ظهير أو وسط / وسط أو مهاجم ، إلا أنه من المهم للاعبين أن يكون لديهم فهم لكل مركز في الملعب. على سبيل المثال ، ليس من غير المألوف رؤية نصف الظهير يتداخل وينتهي به الأمر في أي من موقعي الهجوم ، حيث يكون خط الوسط والمهاجمون مسؤولين عن إعادة الضبط لملء الفراغ الذي تركوه. الحركة بين الخطوط مثل هذا شائعة بشكل خاص في جميع المواقف.

#### حراس المرمى

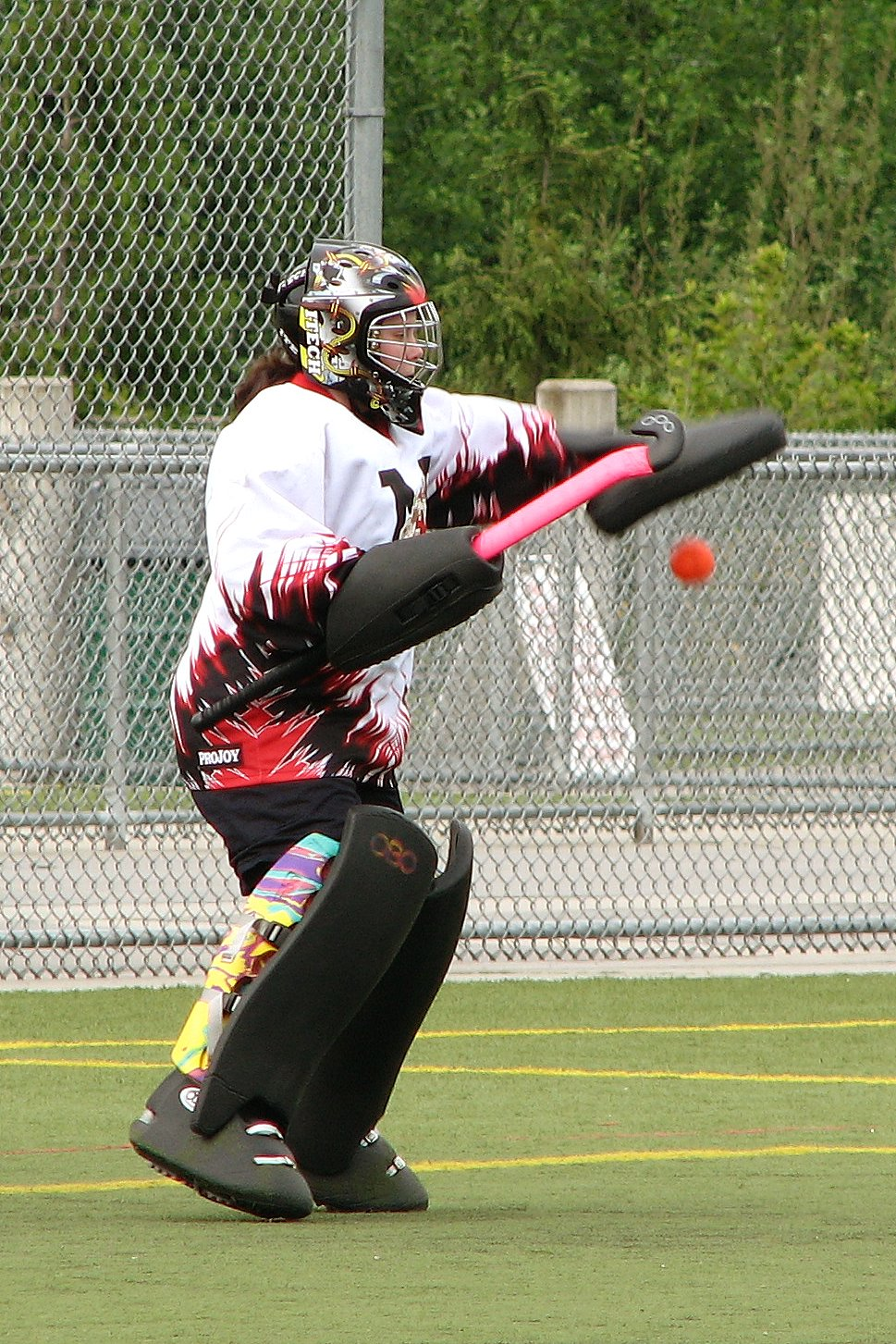
حارس المرمى أثناء المباراة

عندما تكون الكرة داخل الدائرة التي يدافعون عنها ولديهم عصاهم في أيديهم ، يُسمح لحراس المرمى الذين يرتدون معدات واقية كاملة باستخدام العصا أو القدمين أو الركلات أو واقيات الساق لدفع الكرة واستخدام العصا والقدم والركلات أو حراس الساق أو أي جزء آخر من أجسامهم لإيقاف الكرة أو حرفها في أي اتجاه بما في ذلك الخط الخلفي. وبالمثل ، يُسمح للاعبين الميدانيين باستخدام عصاهم. لا يُسمح لهم باستخدام أقدامهم وأرجلهم لدفع الكرة أو إيقاف الكرة أو صرفها في أي اتجاه بما في ذلك الخط الخلفي. ومع ذلك ، لا يُسمح لحراس المرمى أو اللاعبين الذين يتمتعون بامتيازات حراسة المرمى بالتصرف بطريقة تشكل خطورة على اللاعبين الآخرين من خلال الاستفادة من معدات الحماية التي يرتدونها.
لا يجوز لحراس المرمى أو اللاعبين الذين يتمتعون بامتيازات حراسة المرمى الاستلقاء على الكرة ، ومع ذلك ، يُسمح لهم باستخدام الذراعين واليدين وأي جزء آخر من أجسامهم لدفع الكرة بعيدًا. يؤدي الاستلقاء على الكرة عمدًا إلى ضربة جزاء ، بينما إذا رأى الحكم أن حارس المرمى قد استلق على الكرة عن طريق الخطأ (على سبيل المثال ، تعلق في معدات الحماية الخاصة به)، يتم منح ركلة جزاء.
* الإجراء أعلاه مسموح به فقط كجزء من إجراء إنقاذ الهدف أو لإبعاد الكرة بعيدًا عن إمكانية إجراء تسجيل هدف من قبل الخصوم. لا يسمح لحارس المرمى أو اللاعب الذي يتمتع بامتيازات حراسة المرمى بدفع الكرة بقوة بالأذرع أو اليدين أو الجسم بحيث تنتقل لمسافة طويلة
عندما تكون الكرة خارج الدائرة التي يدافع عنها ، يُسمح لحراس المرمى أو اللاعبين الذين يتمتعون بامتيازات حراسة المرمى فقط بلعب الكرة بعصاهم. علاوة على ذلك ، يجب ألا يشارك حارس المرمى ، أو اللاعب الذي يتمتع بامتيازات حراسة المرمى والذي يرتدي خوذة ، في المباراة خارج منطقة 23 مترًا التي يدافع عنها ، إلا عند تنفيذ ضربة جزاء. يجب على حارس المرمى ارتداء أغطية رأس واقية في جميع الأوقات ، ما عدا عند تنفيذ ضربة جزاء.

### اللعب العام
لأغراض القواعد ، فإن جميع اللاعبين في الفريق الذين استحوذوا على الكرة هم مهاجمون ، وأولئك الذين في الفريق بدون الكرة هم مدافعون ، ولكن طوال المباراة التي تُلعب فيها أنت دائمًا «تدافع» عن هدفك و «تهاجم» الهدف المعاكس.

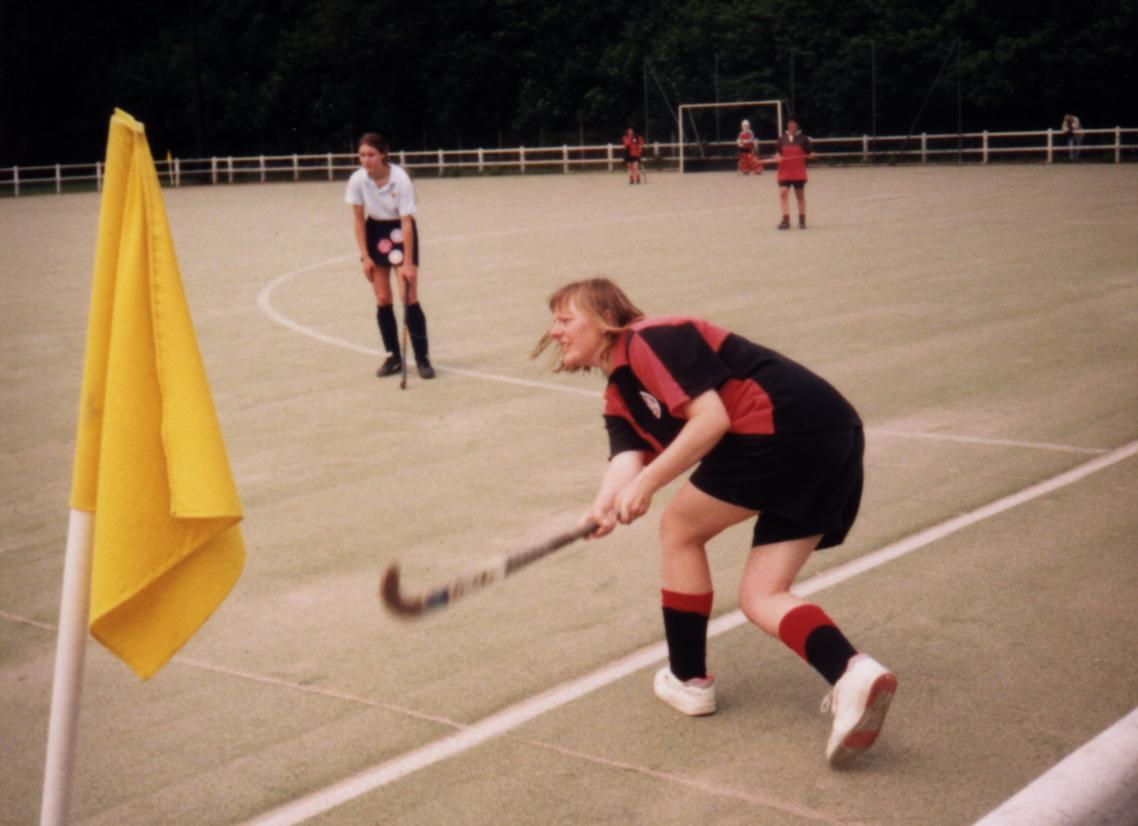
ضربة جانبية في مباراة ستندرد اتليتيك ضد المدرسة البريطانية في باريس (1996)

المباراة يديرها اثنان من الحكام الميدانيين. تقليديًا ، يتحكم كل حكم بشكل عام في نصف الملعب ، مقسمًا بشكل مائل تقريبًا. غالبًا ما يتم مساعدة هؤلاء الحكام من خلال مقعد فني بما في ذلك ضابط الوقت وحارس السجلات.
قبل بدء اللعبة ، يتم رمي عملة معدنية ويمكن للقائد الفائز اختيار نهاية البداية أو ما إذا كان سيبدأ بالكرة. منذ عام 2017، تتكون اللعبة من أربع فترات مدتها 15 دقيقة مع استراحة لمدة دقيقتين بعد كل فترة ، واستراحة لمدة 15 دقيقة في الشوط الأول قبل تغيير النهايات. في بداية كل فترة ، وكذلك بعد تسجيل الأهداف ، يبدأ اللعب بتمريرة من وسط الملعب. يجب على جميع اللاعبين البدء في النصف الدفاعي (باستثناء اللاعب الذي يقوم بالتمرير)، ولكن يمكن لعب الكرة في أي اتجاه على طول الأرض. يبدأ كل فريق بالكرة في الشوط الأول ، والفريق الذي استقبل المرمى يمتلك الكرة في الشوط الثاني. الفرق التجارية بين الشوطين.
يمكن للاعبين الميدانيين فقط لعب الكرة بوجه العصا. إذا تم استخدام الجانب الخلفي من العصا ، فستكون ركلة جزاء وسيسترد الفريق الآخر الكرة. يُسمح بالتدخل طالما أن المهاجم لا يتلامس مع المهاجم أو عصا الشخص الآخر قبل لعب الكرة (يمكن أيضًا معاقبة التلامس بعد التدخل إذا تم التدخل من موقف كان فيه الاتصال أمرًا لا مفر منه). علاوة على ذلك ، لا يجوز للاعب صاحب الكرة استخدام جسده عن عمد لدفع المدافع بعيدًا عن طريقه.
لا يجوز للاعبين الميدانيين أن يلعبوا الكرة بأقدامهم ، ولكن إذا اصطدمت الكرة بالقدم بطريق الخطأ ، ولم يستفيد اللاعب من التلامس ، فلن يتم معاقبة التلامس. على الرغم من حدوث تغيير في صياغة هذه القاعدة اعتبارًا من 1 كانون الثاني (يناير) 2007، فإن إحاطة حكام FIH الحالية توعز إلى الحكام بعدم تغيير طريقة تفسيرهم لهذه القاعدة.
يحدث الانسداد عادة في ثلاث حالات - عندما يأتي المدافع بين اللاعب الحائز على الكرة والكرة لمنعهم من التدخل ؛ عندما تدخل عصا المدافع بين عصا المهاجم والكرة أو تلامس عصا المهاجم أو جسمه ؛ وأيضًا عند عرقلة محاولة الخصم التعامل مع زميل في الفريق بالكرة (يُسمى إعاقة طرف ثالث).

## التحذيرات والعقوبات

بطاقات الجزاء
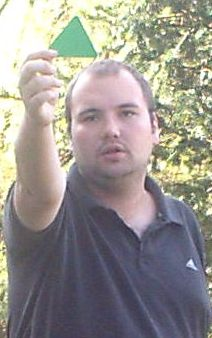
البطاقة الخضراء (تحذير مع توقيف دقيقتين)
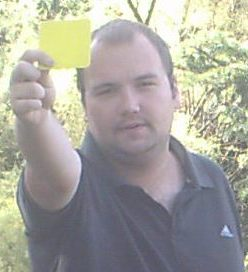
بطاقة صفراء (تعليق 5/10 دقائق حسب شدة الخطأ)
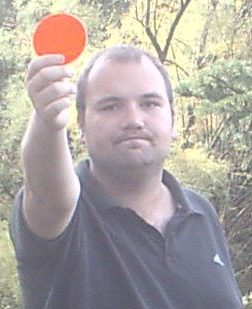
البطاقة الحمراء (الطرد)